# 캐슬린 버크

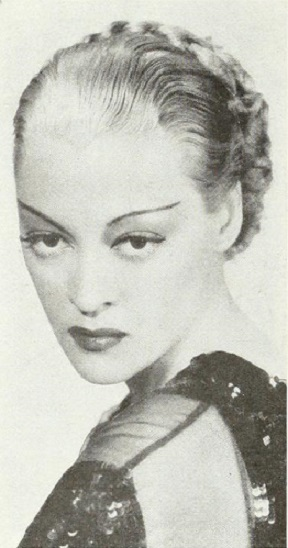

캐슬린 버크(Kathleen Burke, 1913년 9월 5일 ~ 1980년 4월 9일)는 미국의 배우, 영화배우이다.
해먼드에서 태어났으며 글렌데일에서 사망하였다. 사인은 질병이다.

## 영화
- 리브 오브 어 벵골 랜서 (1935년)
- 동물원 속의 살인자 (1933년)
- 선셋 패스 (1933년)
- 닥터 모로의 DNA (1932년)